# 喇嘛达尔扎
达尔扎（？—1753年），准噶尔汗国珲台吉。他是噶尔丹策零的长子，因出家为喇嘛，所以号称喇嘛达尔扎（羅馬化：Lama Darjaa）。
1745年，噶尔丹策零染病去世，次子策妄多尔济那木扎尔继位，准噶尔陷入国内动乱。策妄多尔济那木扎尔年轻且放荡、残忍，喇嘛达尔扎与之争位。1750年策妄多尔济那木扎尔被贵族们弄瞎了眼关在阿克苏，后来被杀死。
众人不服新汗喇嘛达尔扎的统治，已经臣服于准噶尔绰罗斯部洪台吉一个世纪之久的杜尔伯特部、和硕特部和辉特部要摆脱绰罗斯部而独立。
大策零敦多布的孙子达瓦齐和拉藏汗的孙子、辉特部王、噶尔丹策零的女婿阿睦尔撒纳密谋拥立噶尔丹策零三子策妄远什为可汗，事情败露，二人西奔哈萨克汗国。1753年，达瓦齐进军固尔扎，趁达尔扎不备，偷袭伊犁，杀达尔扎，达瓦齐继位为汗。

### 文献
- 勒内·格鲁塞. .

| 前任： 策妄多尔济那木扎尔 | 准噶尔汗国琿台吉 1750年—1753年 | 繼任： 达瓦齐 |